# Адріан Рус
Адріан Рус (рум. Adrián Rus, нар. 18 березня 1996, Сату-Маре) — румунський футболіст, захисник угорського «Фегервара» і національної збірної Румунії.

## Клубна кар'єра
Народився 18 березня 1996 року в місті Сату-Маре. Розпочав займатись футболом в Угорщині у клубі «Фегердьярмат», у складі якого і дебютував у дорослому футболі 2015 року, взявши участь у 14 матчах.
Своєю грою за цю команду привернув увагу представників тренерського штабу клубу другого дивізіону країни «Бальмазуйварош», до складу якого приєднався у лютому 2016 року. Відіграв за клуб з Бальмазуйвароша наступні два з половиною сезони своєї ігрової кар'єри. Більшість часу, проведеного у складі «Бальмазуйвароша», був основним гравцем захисту команди і 2017 року допоміг зайняти команді друге місце та вийти до вищого дивізіону. Там наступного року зіграв 30 ігор, але не врятував команду від вильоту.
Після цього Рус повернувся на батьківщину, ставши гравцем клубу «Сепсі ОСК». Станом на 20 червня 2019 року відіграв за команду із Сфинту-Георге 14 матчів в національному чемпіонаті.

## Виступи за збірну
З 2018 року залучався до матчів молодіжної збірної Румунії, у її складі поїхав на молодіжний чемпіонат Європи 2019 року в Італії.
| Дата       | Місто     | Господарі         | Результат | Гості       | Турнір            | Голи | Примітки |
| ---------- | --------- | ----------------- | --------- | ----------- | ----------------- | ---- | -------- |
| 8-9-2019   | Плоєшті   | Румунія           | 1 – 0     | Мальта      | Відбір до ЧЄ 2020 | -    |          |
| 12-10-2019 | Торсгавн  | Фарерські острови | 0 – 3     | Румунія     | Відбір до ЧЄ 2020 | -    | 39'      |
| 15-10-2019 | Бухарест  | Румунія           | 1 – 1     | Норвегія    | Відбір до ЧЄ 2020 | -    |          |
| 15-11-2019 | Бухарест  | Румунія           | 0 – 2     | Швеція      | Відбір до ЧЄ 2020 | -    |          |
| 18-11-2019 | Мадрид    | Іспанія           | 5 – 0     | Румунія     | Відбір до ЧЄ 2020 | -    |          |
| 6-6-2021   | Мідлсбро  | Англія            | 1 – 0     | Румунія     | товариський матч  | -    | 84'      |
| 2-9-2021   | Рейк'явік | Ісландія          | 0 – 2     | Румунія     | Відбір до ЧС 2022 | -    | 88'      |
| 5-9-2021   | Бухарест  | Румунія           | 2 – 0     | Ліхтенштейн | Відбір до ЧС 2022 | -    |          |
| 8-10-2021  | Гамбург   | Німеччина         | 2 – 1     | Румунія     | Відбір до ЧС 2022 | -    |          |
| 14-11-2021 | Вадуц     | Ліхтенштейн       | 0 – 2     | Румунія     | Відбір до ЧС 2022 | -    |          |
| 25-3-2022  | Бухарест  | Румунія           | 0 – 1     | Греція      | товариський матч  | -    | 88'      |
| 29-3-2022  | Нетанья   | Ізраїль           | 2 – 2     | Румунія     | товариський матч  | -    | 80' 84'  |
| Усього     |           | Матчів            | 12        |             | Голів             | 0    |          |

## Титули та досягнення
- Володар Кубка Кіпру (1):

Пафос: 2023-24